# S/S Trafik (1892)
S/S Trafik är en av Sveriges bäst bevarade ångfartyg. Hon ligger i Hjo hamn.

## Historik
S/S Trafik byggdes på Bergsunds Mekaniska Verkstad och gjorde den 1 november 1892 som Isbrytaren och passagerare-ångaren Trafik sin första seglats från Hjo till Hästholmen. Hom ersatte då en tidigare S/S Trafik (1870).

Fartyget hade plats för 250 passagerare, med en besättning på sex man. På 1930-talet blev konkurrensen större, och 1933 gick Ångfartygs AB Hjo–Hästholmen i konkurs, för att sedan ersättas som redare av det kommunägda Hjo Rederi AB. S/S Trafik blev allt mer en turistångare och kom så småningom att bara användas under några få sommarmånader. 
Sommaren 1959 var sista säsongen, och S/S Trafik lades upp i Hjo hamn. Hjo Rederi AB ville sälja henne, men en handfull hjobor bildade en förening för att ta sig an underhållet. År 1972 beslutades ändå att ångaren skulle huggas upp. I och med detta beslut startades i tysthet en räddningsaktion. En grupp med hjo- och skövdebor, Sällskapet S/S Trafiks Vänner, köpte fartyget för 5 000 kr och bogserade henne till Sjötorps varv. 
Åter till Hjo kom hon sommaren 1977, efter ett renoveringsarbete som omfattade 30 000 arbetstimmar. Därefter har S/S Trafik tjänstgjort som turistattraktion, med turer till Visingsö, Hästholmen, Vadstena samt jazzturer.
Hösten 2001 blev S/S Trafik k-märkt.
På hennes aktersalong finns ett rum med två porträtt, som avbildar Oscar II och Sofia av Nassau (här stavat "Nassay"). Denna hyllning kommer ifrån båtens historia, då den inte bara byggdes under tiden Oscar och Sofia regerade men även besöktes av dem. År 1896 reste paret till Hjo via tåg och Oscar, som förutom kung även var admiral, tog befäl över skeppet och styrde henne över Vättern.

### Bildgalleri

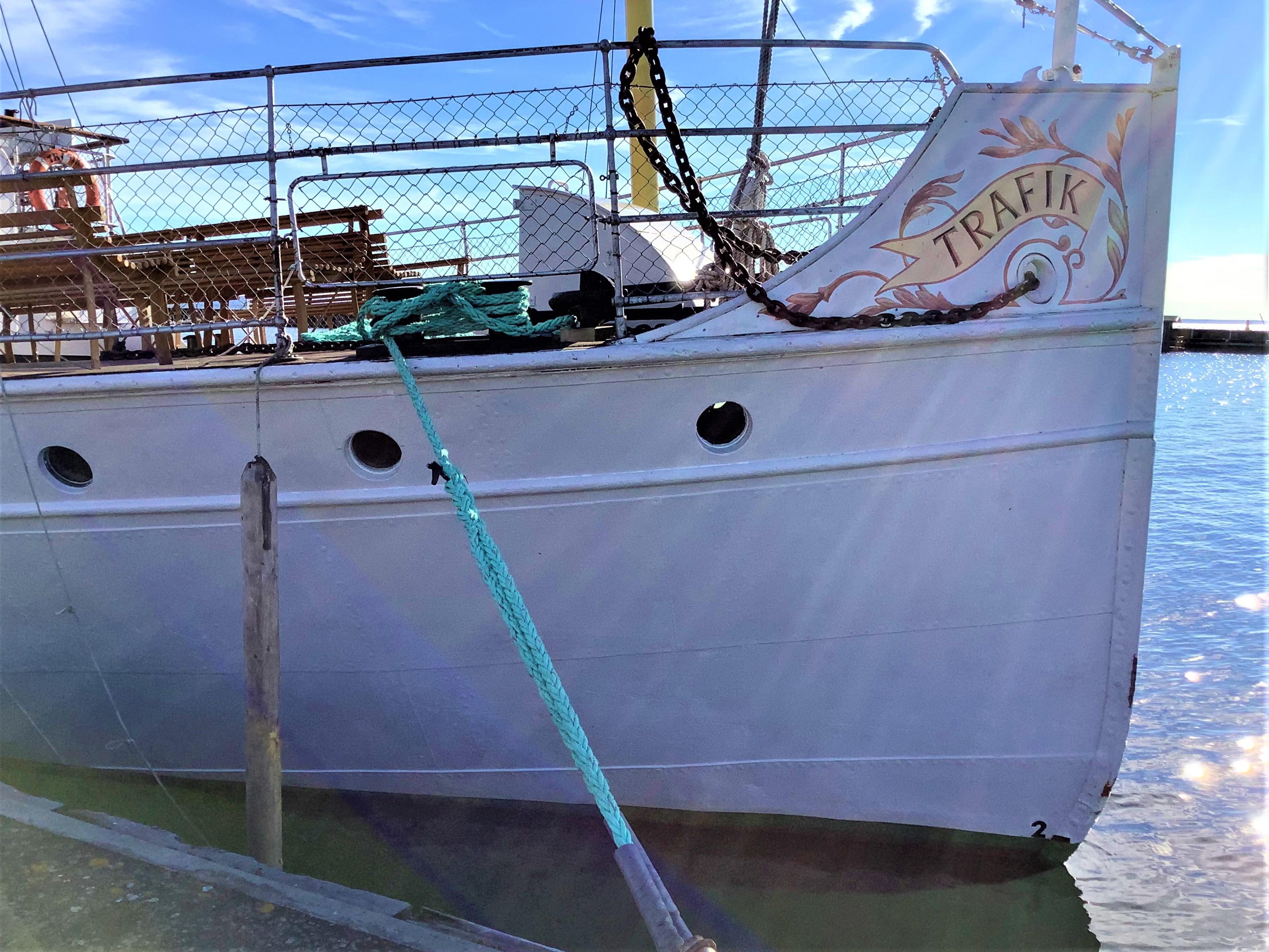
S/S Trafik, detalj
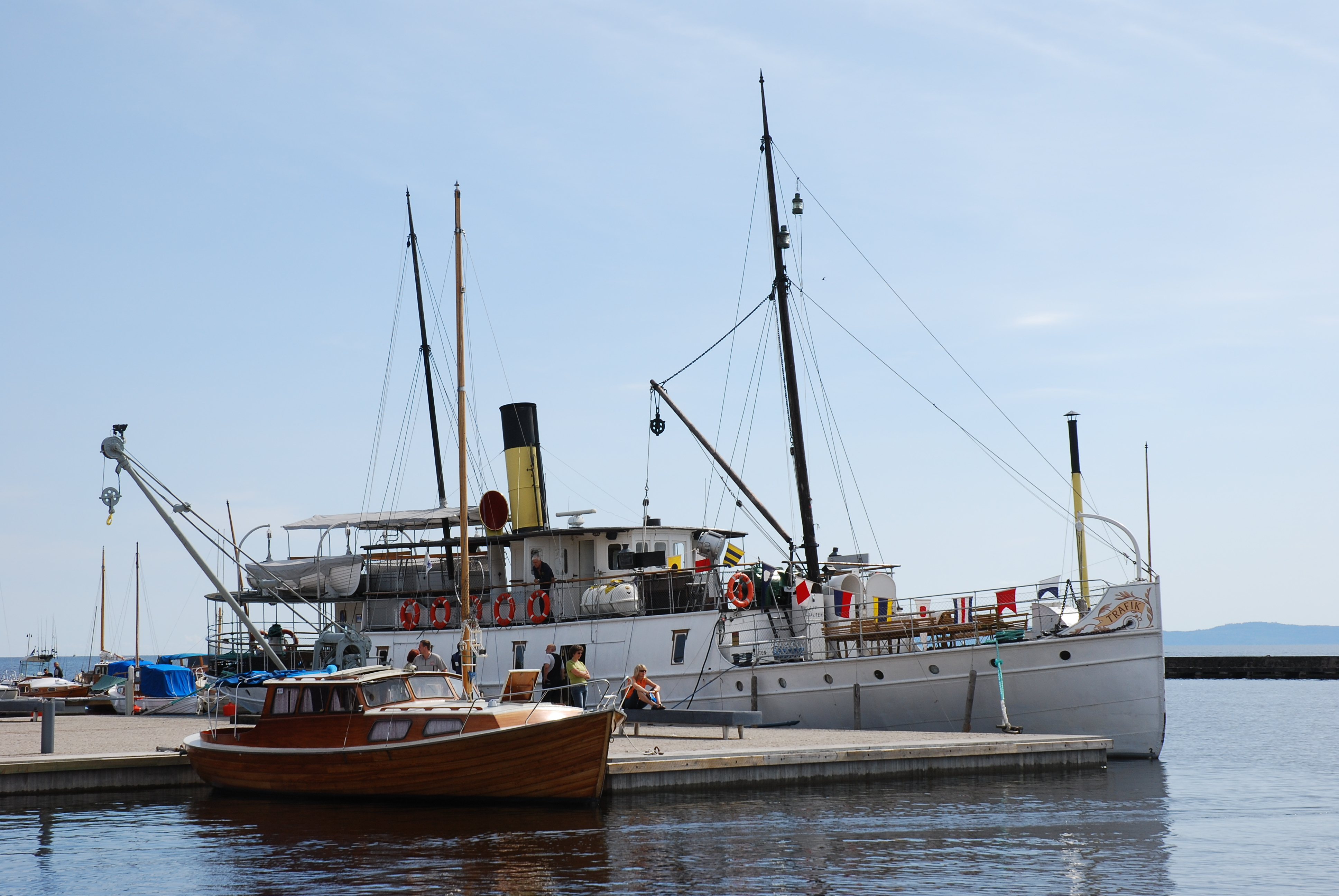
S/S Trafik i Hjo hamn, 2007
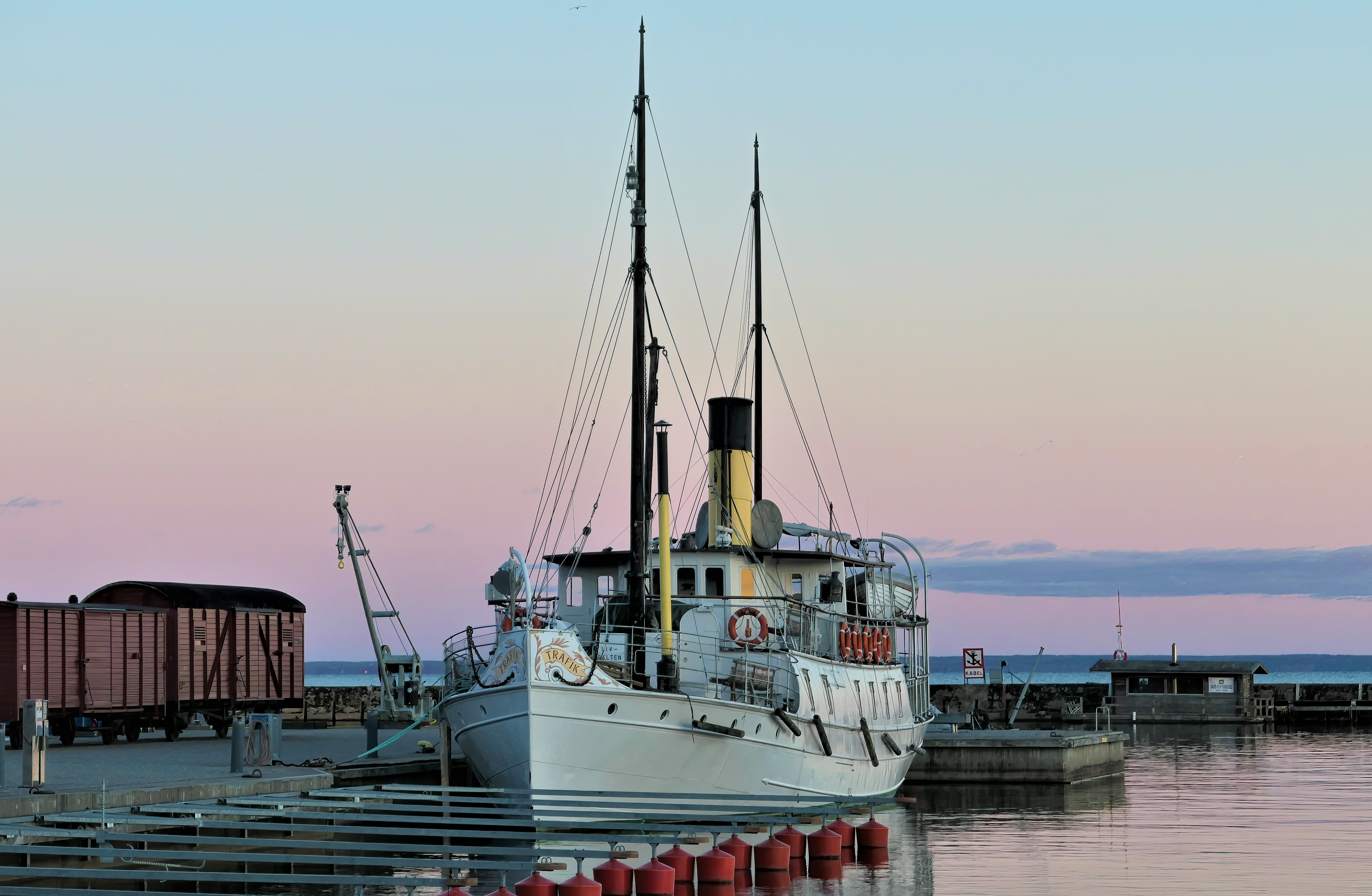
S/S Trafik i Hjo hamn, 2021
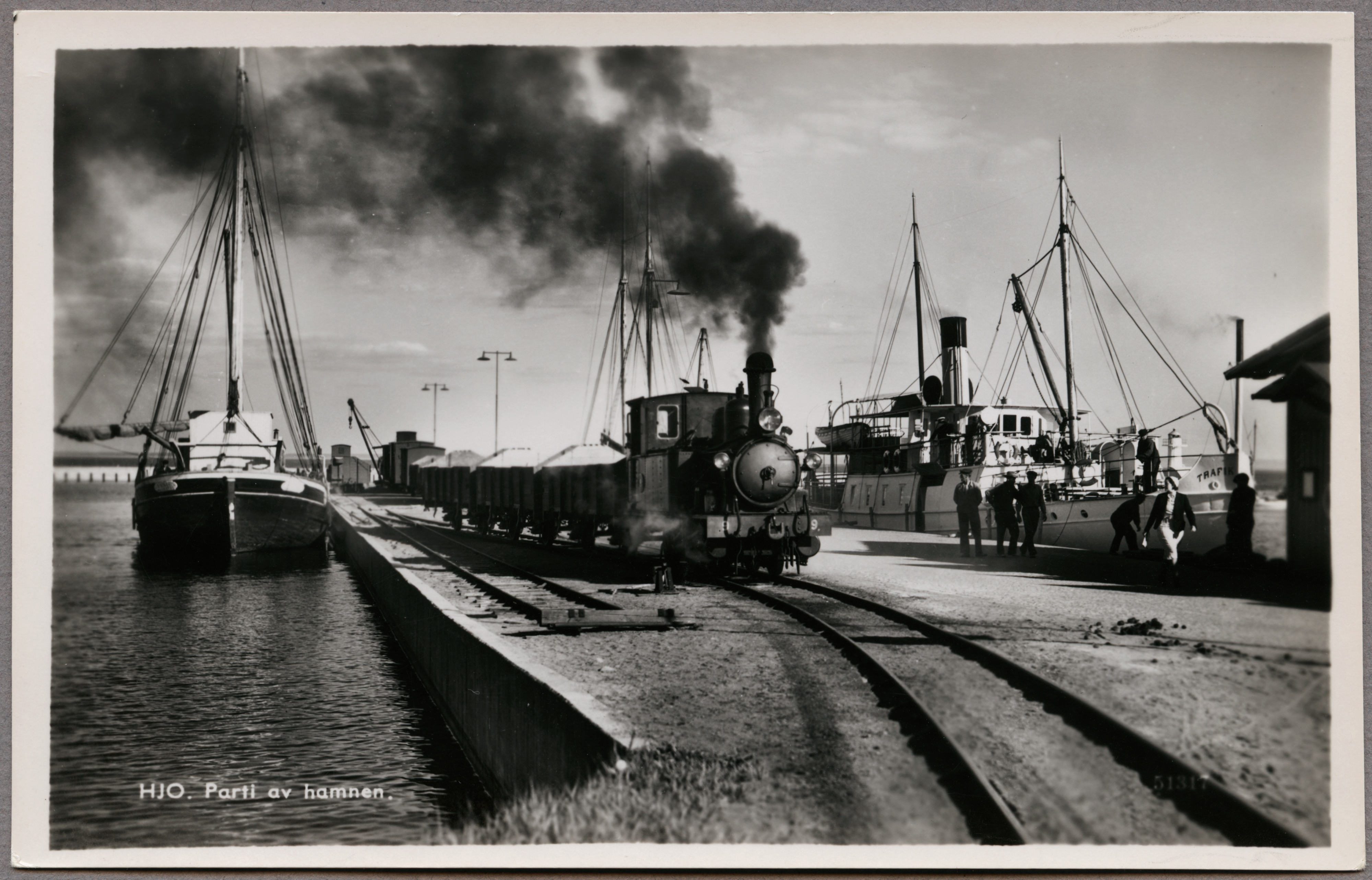
Lok nr 9 Wreten och S/S Trafik i Hjo hamn
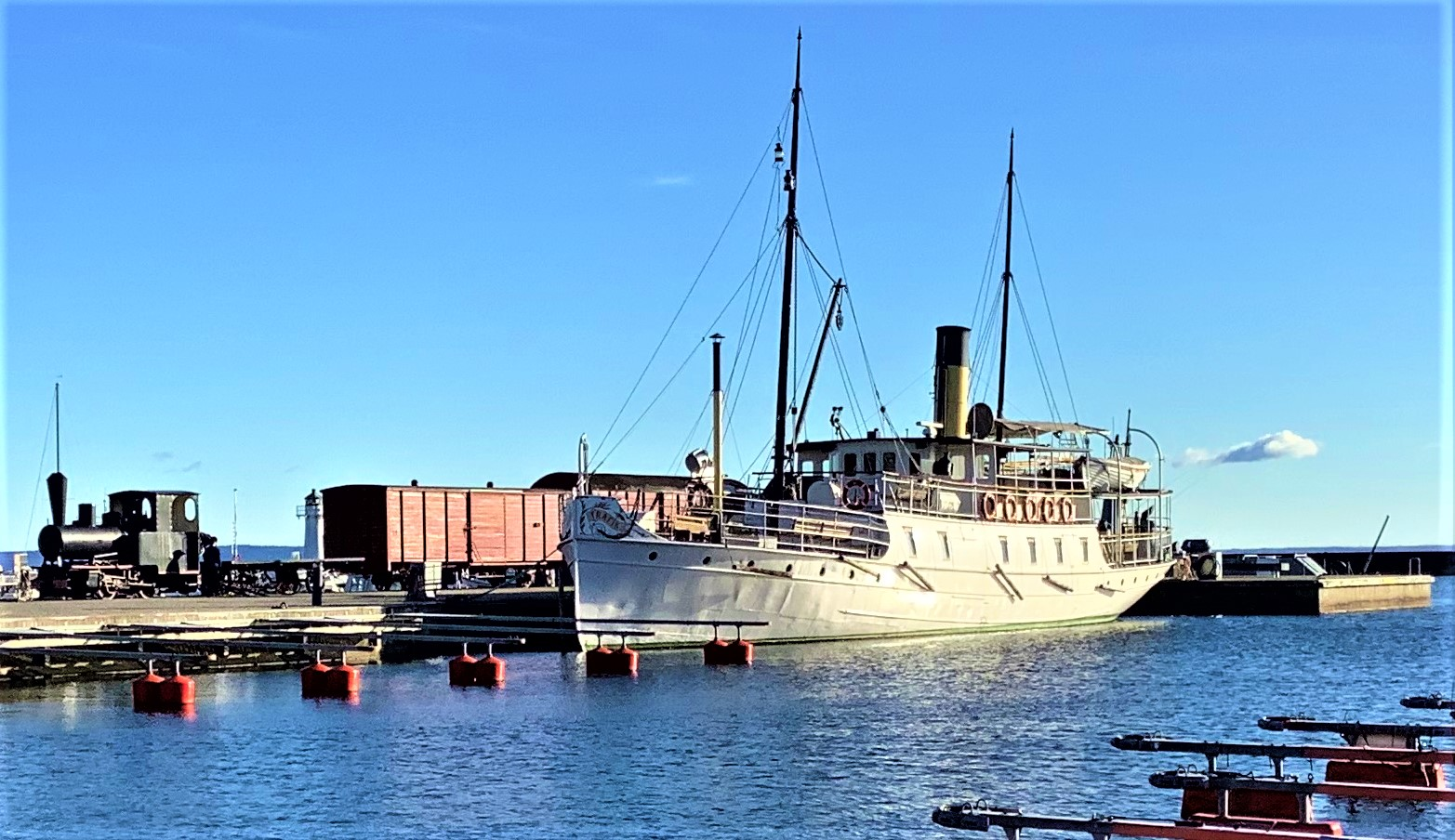
S/S Trafik i Hjo hamn, med tåg från den nedlagda Hjo-Stenstorps Järnväg på rest av rälsen på den centrala piren.